# Kubalin
Kubalin – osada w Polsce położona w województwie wielkopolskim, w powiecie poznańskim, w gminie Mosina.
W latach 1975–1998 miejscowość administracyjnie należała do województwa poznańskiego.

## Linki zewnętrzne

Kubalin na samym dole mapy, w kolumnie K (do powiększenia; ze zbiorów Archiwum Państwowego w Poznaniu)